# Italia (stacja metra)
Italia – stacja metra w Katanii, położona na jedynej linii sieci. Stacja została otwarta 27 czerwca 1999, co związało się jednocześnie z inauguracją całego systemu metra.
Znajduje się w najbardziej wysuniętej na południe części Corso delle Province.